# Charles M. Hudson
Charles Melvin Hudson, Jr. (Kentucky, 1932 – Frankfort, 8 giugno 2013) è stato un antropologo statunitense.
Fu professore di antropologia e storia presso l'Università della Georgia e uno studioso leader della storia e della cultura dei nativi americani del sud-est degli Stati Uniti. Egli pubblicò anche un testo che "mappava" la spedizione dell'esploratore spagnolo Hernando de Soto, avvenuta nella metà del XVI secolo nel Sudest.

## Biografia
Nato nel 1932, Hudson crebbe in una fattoria della Contea di Owen (Kentucky) e frequentò le scuole locali. Prestò servizio militare nell'Aeronautica militare degli Stati Uniti d'America durante la guerra di Corea. Dopo la guerra utilizzò la Legge per il reinserimento dei combattenti nella vita civile per frequentare l'Università del Kentucky, dove conseguì il baccalaureato in antropologia nel 1958. Proseguì poi i suoi studi in antropologia presso l'Università della Carolina del Nord a Chapel Hill, ottenendo nel 1962 il titolo di Master e nel 1965 il Dottorato di ricerca (PhD). Raggiunto questo titolo, egli divenne un membro del dipartimento della facoltà di antropologia dell'Università della Georgia, ove prestò servizio per 35 anni, fino al suo pensionamento nel 2000, come professore di antropologia e storia. Al pensionamento, egli tornò nel Kentucky, ove morì a Frankfort l'8 giugno 2013.

## Opere

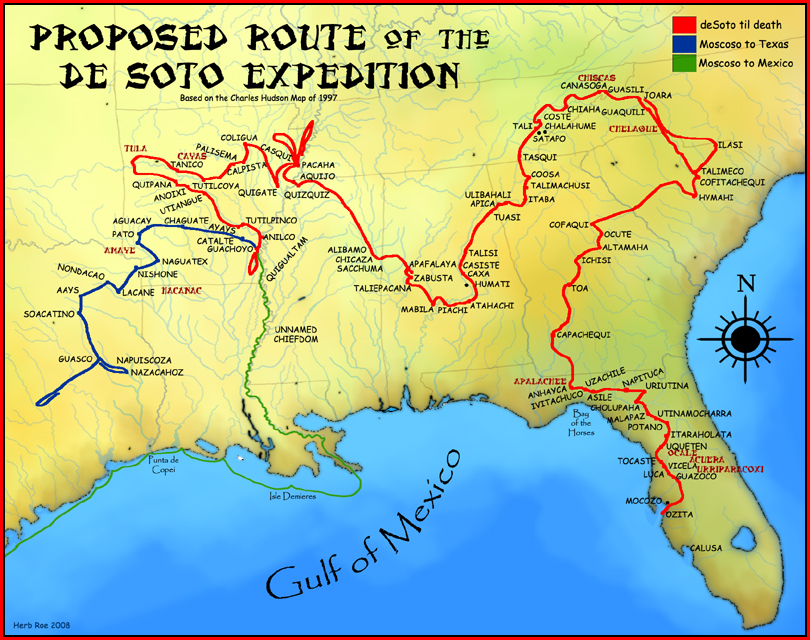
Una carta che mostra la supposta via della spedizione di de Soto, basata sul testo del 1998 di Charles M. Hudson Knights of Spain, Warriors of the Sun.

Hudson pubblicò The Southeastern Indians (University of Tennessee Press, 1976), una completa rassegna dei popoli nativi della regione.
Egli è inoltre forse più noto per le sue estese ricerche sulla spedizione di Hernando de Soto attraverso il sudest negli anni 1539–1543. Nel 1984, Hudson e i suoi collaboratori nelle ricerche Marvin T. Smith e Chester DePratter mapparono la via intrapresa da de Soto, utilizzando narrazioni scritte da membri della spedizione e confrontandoli con le caratteristiche geografiche i risultati di continui scavi ed evidenze archeologiche degli insediamenti indiani. Hudson e i suoi colleghi dedussero che i siti di questi insediamenti formavano una catena attraverso il sudest che segnava il percorso che sarebbe stato intrapreso dalla spedizione. Tra le altre sue opere vi è Knights of Spain, Warriors of the Sun, edito nel 1998 dalla University of Georgia Press, un dettagliato racconto della spedizione di de Soto.
Forte sostenitore degli stretti legami tra le discipline dell'antropologia e della storia, Hudson fu uno dei fondatori della Società antropologica del Sud, di cui fu presidente negli anni 1973–74. Negli anni 1993–94 fu presiedette la Società americana di storia etnologica.
Nel periodo del suo pensionamento Hudson cominciò a scrivere romanzi storici.